# EPIC NGL (трубопровід для ЗВГ)
EPIC NGL (трубопровід для ЗВГ) – трубопровід на півдні США, призначений для транспортування зріджених вуглеводневих газів (ЗВГ) до установки фракціонування в Корпус-Крісті.
«Сланцева революція» призвела до стрімкого зростання видобутку в басейні Перміан, котрий розташований на суміжних територіях Техасу та Нью-Мексико. Для вивозу звідси ЗВГ у другій половині 2010-х ввели в дію кілька трубопроводів, і в тому числі EPIC NGL, який починається у окрузі Едді в Нью-Мексико від газопереробного заводу Блек-Рівер. Далі траса проходить через Орлу та Бенедум, де знаходяться підключені до інших трубопроводів газопереробні комплекси. Нарешті, остання ділянка EPIC NGL прямує від Бенедума до приморського Корпус-Крісті, в якому власник трубопровода компанія EPIC спорудить фракціонатор, з якого, зокрема, живитиметься нова потужна піролізна установка саудійської компанії SABIC. Окрім ЗВГ із Перміан, система дозволить транспортувати продукцію іншого нафтогазоносного басейна Ігл-Форд (південно-східний Техас).
EPIC NGL має загальну довжину 700 миль (біля 1130 км) та виконаний в діаметрі 600 мм. Його пропускна здатність становить до 440 тисяч барелів на добу. Будівництво розділили на 3 фази, першу з яких від Блек-Рівер до Орли ввели в експлуатацію навесні 2019-го. У червні та серпні того ж року запустили другу та третю черги (до Бенедума та далі до Корпус-Крісті), причому із введенням останньої вони були тимчасово залучені до прокачування нафти від Крейна (між Орлою та Бенедумом) до Корпус-Крісті (нестача логістичних маршрутів до узбережжя Мексиканської затоки призвела до того, що різниця в цінах бареля між районом видобутку та береговими терміналами перевищила в 2018 році 10 доларів США). Очікується, що після запланованого на перший квартал 2020-го запуску нафтопроводу EPIC Crude Oil весь EPIC NGL буде переведений на транспортування нефракціонованої суміші зріджених вуглеводневих газів (відома як Y-grade).